# Faucogney-et-la-Mer
Faucogney-et-la-Mer est une commune française située dans le département de la Haute-Saône, la région culturelle et historique de Franche-Comté et la région administrative Bourgogne-Franche-Comté, et à proximité du département des Vosges, en région Grand-Est, avec laquelle elle partage une ascendance montagnarde culturelle et historique commune. La commune fait partie du massif des Vosges dont elle marque le piémont méridional.

## Géographie
Faucogney-et-la-Mer est une des principales communes des Vosges saônoises et de la Région des Mille étangs. La Mer est un hameau de la commune à proximité de plusieurs étangs et situé à l'intersection de la D266 avec la D315.

### Localisation

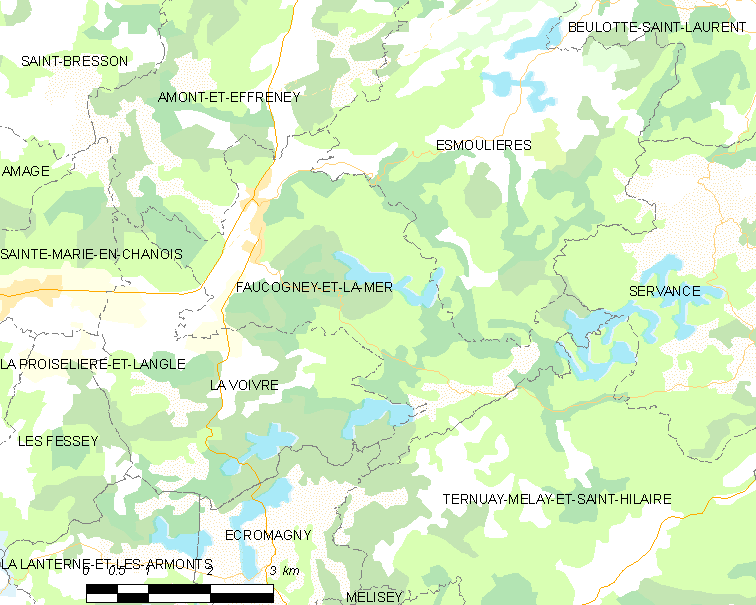
Carte de la commune de Faucogney-et-la-Mer et des proches communes.

### Géologie et relief

Limite des glaciations sur le plateau des Mille étangs et dépôts morainiques.

Faucogney est situé dans ce que l'on nomme l'étage collinéen, (étage de basse montagne) marquant les tout premiers contreforts du massif des Vosges.
L'altitude maximale de Faucogney est atteinte au Bec-de-Lièvre à 573 mètres d'altitude à proximité immédiate de l'étang d'Arfin sur l'extrémité Est de la commune.
Le centre du bourg est situé lui dans la vallée du Breuchin à 360 mètres d'altitude, immédiatement au pied de la roche de Rochenoz culminant à 540 mètres d'altitude. Sur le versant d'en face, se trouvent les sommets de Faucogney-le-Bois à 523 mètres et la Noire Épine à 570 mètres, ce qui fait de ce dernier le deuxième sommet le plus élevé. Au sud, le bourg est fermé et surplombé par la montagne de Saint-Martin culminant à 510 mètres.
Le reste du territoire communal se présente comme un plateau d'une altitude moyenne de 500 mètres avec de nombreux étangs et sites naturels correspondant au plateau des Mille étangs et au pied des Vosges saônoises. La commune repose sur un sol constitué de dépôt glaciaire dû à l'ancien glacier qui recouvrait la vallée et qui a laissé des blocs erratiques et des verrous.

### Hydrographie
Le Breuchin, le Beuletin, La Foule, le ruisseau de Mansevillers etc. sont les principaux cours d'eau parcourant la commune. Les deux premiers prennent leur source plus haut dans le massif des Vosges dans la commune de Beulotte-saint-Laurent.

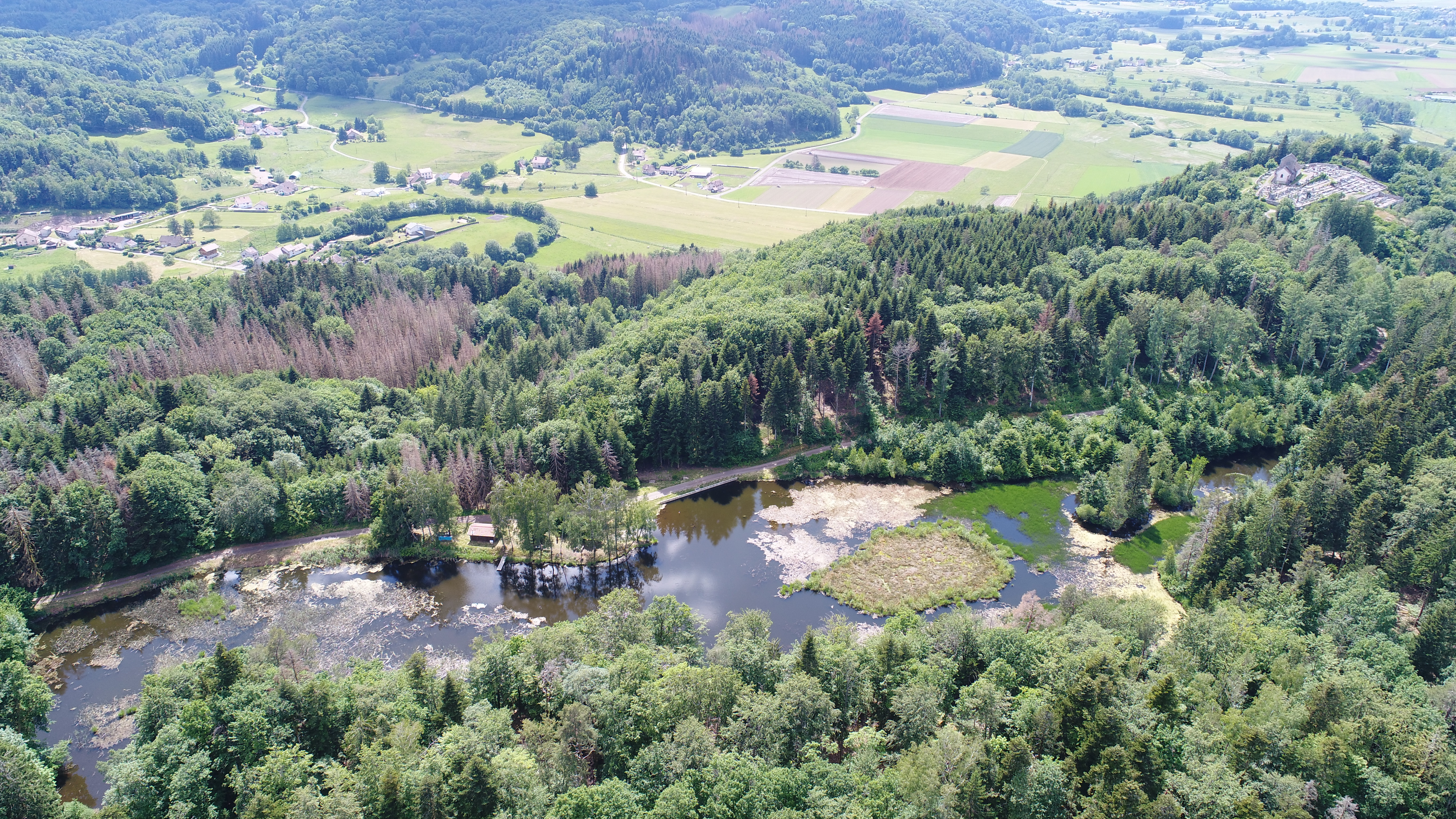
L'étang situé au sommet de la montagne Saint-Martin.
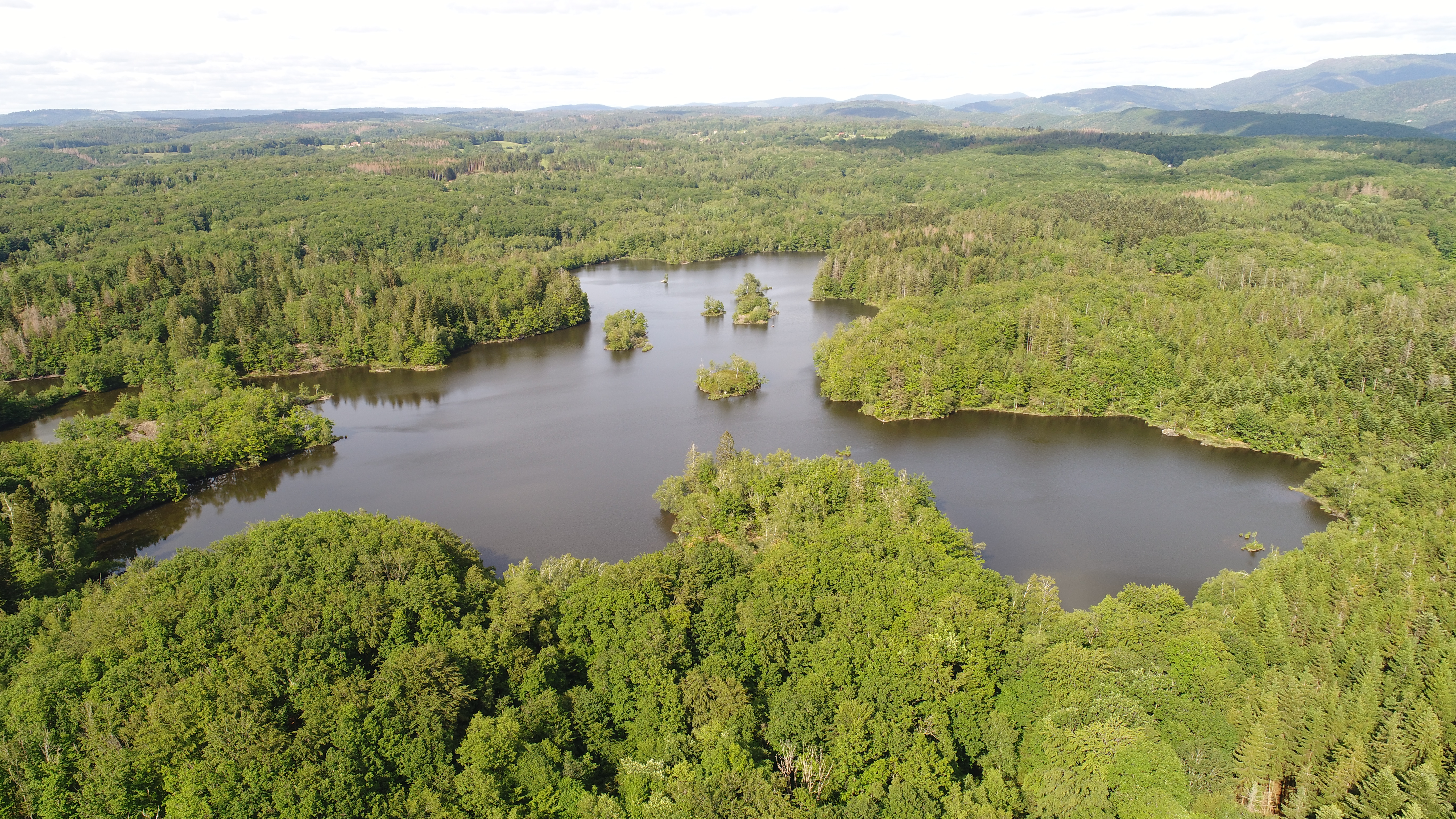
L'étang d'Arfin.
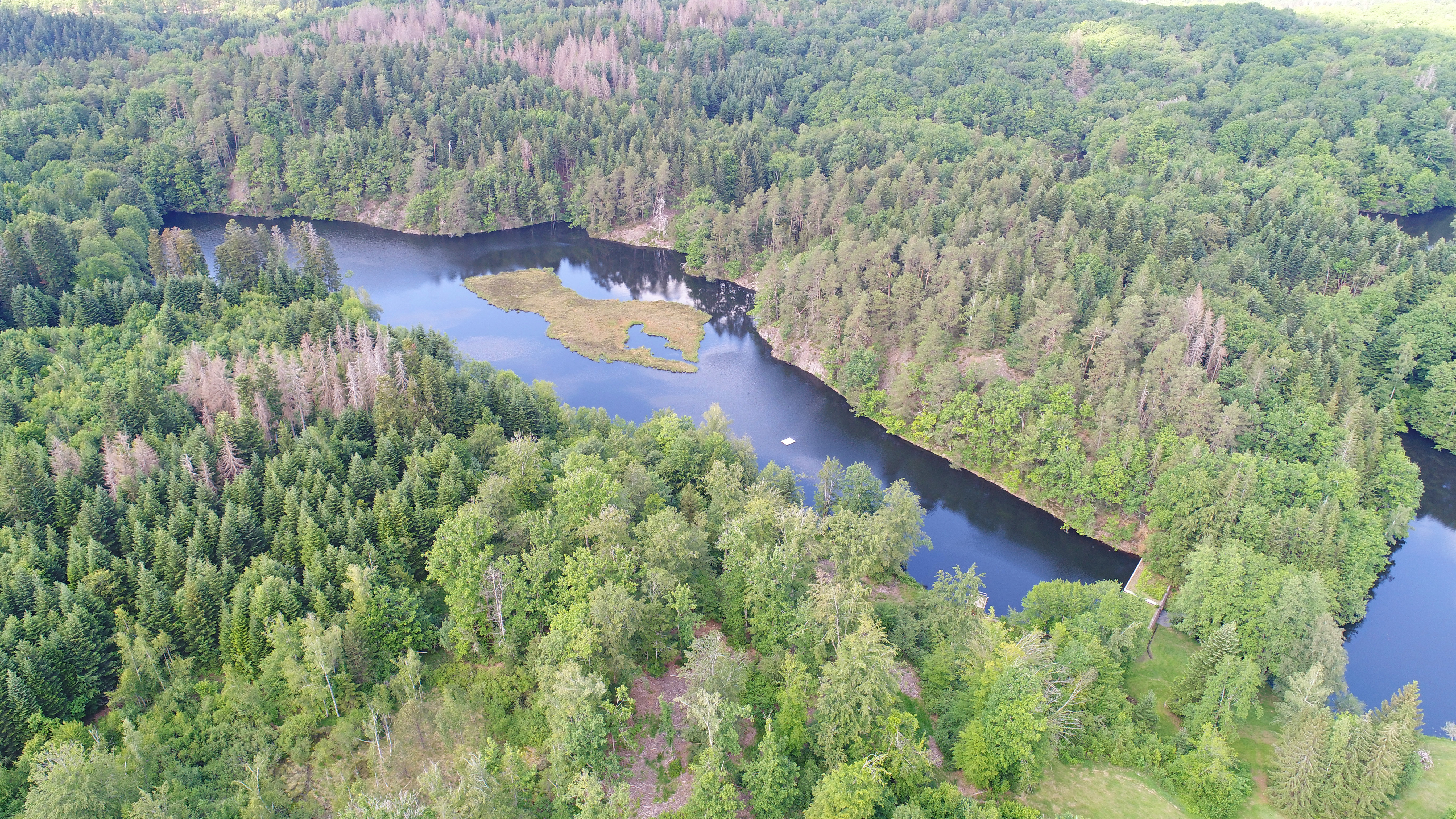
L'un des étangs d'Épée.

### Climat
Pour des articles plus généraux, voir Climat de la Bourgogne-Franche-Comté et Climat de la Haute-Saône.
En 2010, le climat de la commune est de type climat de montagne, selon une étude du Centre national de la recherche scientifique s'appuyant sur une série de données couvrant la période 1971-2000. En 2020, Météo-France publie une typologie des climats de la France métropolitaine dans laquelle la commune est exposée à un climat semi-continental et est dans une zone de transition entre les régions climatiques « Lorraine, plateau de Langres, Morvan » et « Vosges ».
Pour la période 1971-2000, la température annuelle moyenne est de 9,2 °C, avec une amplitude thermique annuelle de 17,5 °C. Le cumul annuel moyen de précipitations est de 1 105 mm, avec 13,6 jours de précipitations en janvier et 11 jours en juillet. Pour la période 1991-2020, la température moyenne annuelle observée sur la station météorologique de Météo-France la plus proche, « Val-D Ajol », sur la commune du Val-d'Ajol à 11 km à vol d'oiseau, est de 10,5 °C et le cumul annuel moyen de précipitations est de 1 575,5 mm. 
La température maximale relevée sur cette station est de 40 °C, atteinte le 25 juillet 2019 ; la température minimale est de −18,5 °C, atteinte le 20 décembre 2009,,.
Les paramètres climatiques de la commune ont été estimés pour le milieu du siècle (2041-2070) selon différents scénarios d'émission de gaz à effet de serre à partir des nouvelles projections climatiques de référence DRIAS-2020. Ils sont consultables sur un site dédié publié par Météo-France en novembre 2022.

## Urbanisme

### Typologie
Au 1er janvier 2024, Faucogney-et-la-Mer est catégorisée commune rurale à habitat dispersé, selon la nouvelle grille communale de densité à sept niveaux définie par l'Insee en 2022.
Elle est située hors unité urbaine. Par ailleurs la commune fait partie de l'aire d'attraction de Luxeuil-les-Bains, dont elle est une commune de la couronne,. Cette aire, qui regroupe 41 communes, est catégorisée dans les aires de moins de 50 000 habitants,.

### Occupation des sols
L'occupation des sols de la commune, telle qu'elle ressort de la base de données européenne d’occupation biophysique des sols Corine Land Cover (CLC), est marquée par l'importance des forêts et milieux semi-naturels (76,5 % en 2018), une proportion identique à celle de 1990 (76,5 %). La répartition détaillée en 2018 est la suivante :
forêts (76,5 %), zones agricoles hétérogènes (8 %), prairies (6,3 %), eaux continentales (4,9 %), zones urbanisées (2,3 %), terres arables (2 %). L'évolution de l’occupation des sols de la commune et de ses infrastructures peut être observée sur les différentes représentations cartographiques du territoire : la carte de Cassini (XVIIIe siècle), la carte d'état-major (1820-1866) et les cartes ou photos aériennes de l'IGN pour la période actuelle (1950 à aujourd'hui).

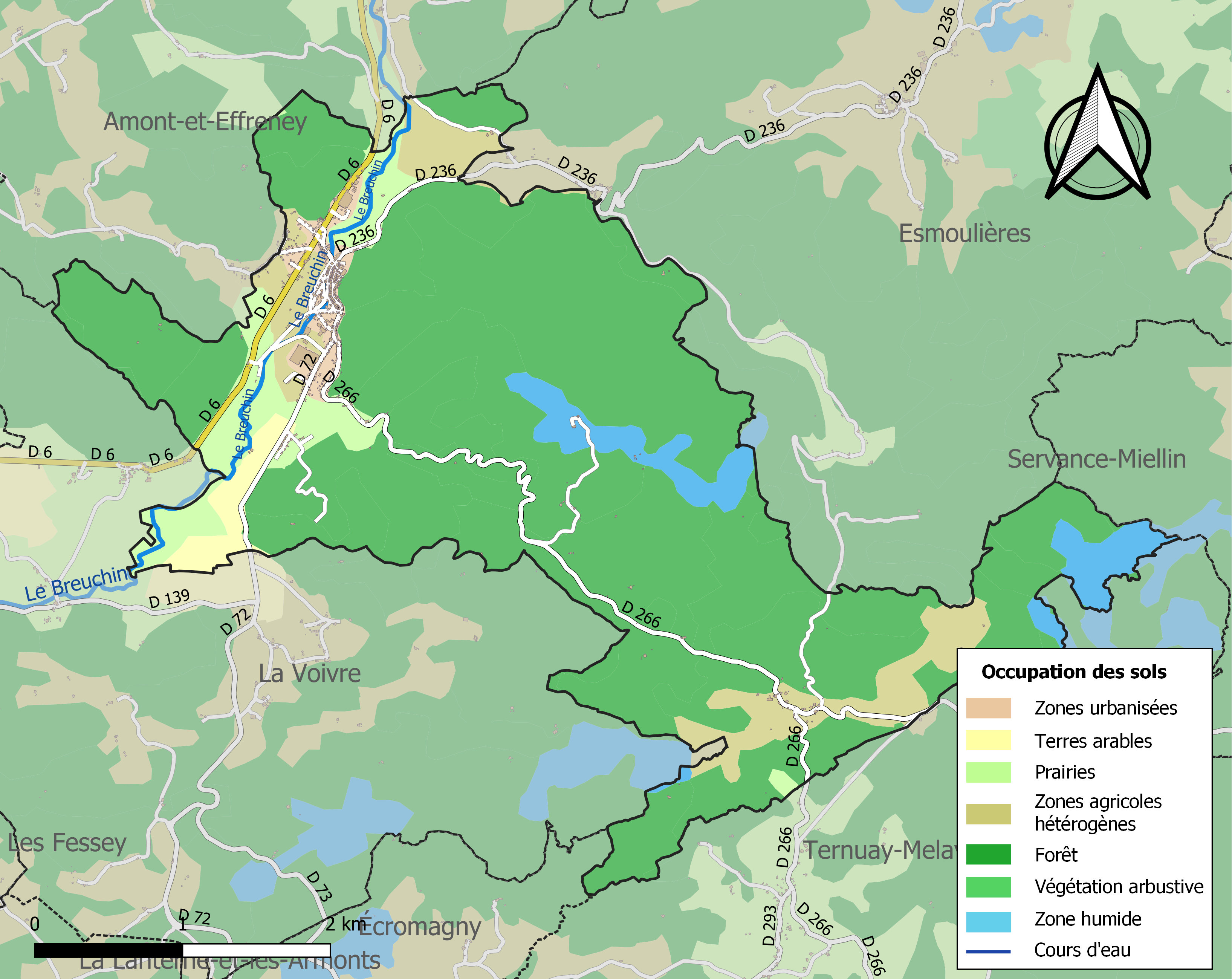
Carte des infrastructures et de l'occupation des sols de la commune en 2018 (CLC).

## Histoire

Armoiries de sire Aymon de Faucogney (1285), représentées dans les miniatures du manuscrit d'Oxford : d'or à trois bandes de gueules.

### Moyen Âge
Au Moyen Âge, Faucogney était une place forte et un passage obligé entre la Bourgogne et la Lorraine possédée par la famille de Faucogney qui rayonnait sur une bonne partie de l’actuelle Haute-Saône avec notamment les quatre entrées vers la Lorraine : col du Mont de Fourches, col des Croix, Fougerolles et Saint-Loup. Dès le XIe siècle, les seigneurs de Faucogney exerçaient  la charge de vicomte de Vesoul,.
En 1285, un seigneur de Faucogney, figure parmi les invités du comte de Chiny lors des festivités du tournoi de Chauvency, près de Montmédy. Il est accompagné d'Hugues d'Annegray (hameau de la Voivre), des seigneurs de Saint-Rémy, Ronchamp, Oiselay, Moncley, et de Perart de Grailly (du village de Grilly). Jacques Bretel raconte dans son poème la joute du sire de Faucogney contre le seigneur de Bergheim.
La famille de Faucogney, après s'être alliée notamment aux maisons de Joinville (Héloïse de Joinville, sœur du chroniqueur de Saint Louis, était dame de Faucogney par son union avec Jean Ier de Faucogney) et à la famille royale de France (Jean III de Faucogney épousa sans postérité Isabelle de France, fille du roi Philippe V et de la comtesse Jeanne de Bourgogne) et veuve du Dauphin du Viennois, s'éteignit en 1373 dans la famille de Longwy avec le décès de Jeanne de Faucogney, mariée d'abord à Jean de Neuchâtel, seigneur de Vuillafans puis à Henri de Rahon-Longwy. Celui-ci s'était beaucoup endetté, vendit dès l'année suivante la terre de Faucogney au duc-comte héritier de Bourgogne, Philippe le Hardi (cadet de la Maison de Valois), en octobre/novembre 1374.
Faucogney suivit la destinée du comté de Bourgogne, entrant dans le giron des Habsbourg après la mort du duc Charles le Téméraire, et relevant de la province espagnole du Cercle de Bourgogne (avec les Pays-Bas espagnols) depuis le partage des États de Charles Quint. Les Habsbourg étaient d'ailleurs les seigneurs directs de Faucogney en tant que descendants de Philippe le Hardi de Bourgogne. Faucogney, défendu par Guillaume de Vaudrey, est assiégé et pris par les français en 1479. Les murailles de la ville furent presque entièrement détruites. Vers 1664, le comte-roi Philippe IV vendit la terre de Faucogney au duc Philippe-François d'Arenberg (1625-1674 ; sans postérité), suivi par son demi-frère héritier Charles-Eugène d'Arenberg (1633-1681), déjà seigneur de Villersexel par sa femme Marie-Henriette de Cusance (1624-1701).
Charles-Eugène fut continué par leur fils Philippe-Charles-François (1663-1691), père de Léopold-Philippe-Charles-Joseph d'Arenberg (1690-1754) ; mais dans la minorité de ce dernier son aïeule Marie-Henriette de Cusance et sa mère Maria Enrichetta/Marie-Henriette del Carretto (1671-1744) vendirent Faucogney à Ferdinand, comte de Grammont († 1718 ; marié à Suzanne du Bellay de Chevigny de Congy, famille champenoise), frère aîné du prélat François-Joseph et père - d'Antoine-Pierre II, archevêque de Besançon, et - d'Anne-Josèphe-Ferdinande de Grammont. Les Grammont, aussi maîtres de Villersexel, conservèrent ces deux seigneuries ; mais pour Faucogney, seulement dans leur descendance féminine : car ladite Anne-Josèphe-Ferdinande de Grammont en hérita, et, femme d'Henri-François de Tenarre de Montmain, elle enfanta Marie-Suzanne-Simone-Ferdinande de Tenarre de Montmain qui épousa en 1735 Louis de Bauffremont-(Scey)-(Listenois)-Courtenay (1712-1769).

### Temps modernes
En 1674, Faucogney fut ainsi le dernier bastion espagnol lors de la conquête de la Franche-Comté par les troupes françaises de Louis XIV. La cité tomba en combattant le 4 juillet 1674.

### Époque contemporaine
L'industrie textile est présente sur la commune aux XIXe et XXe siècles.

Le tissage de Faucogney.
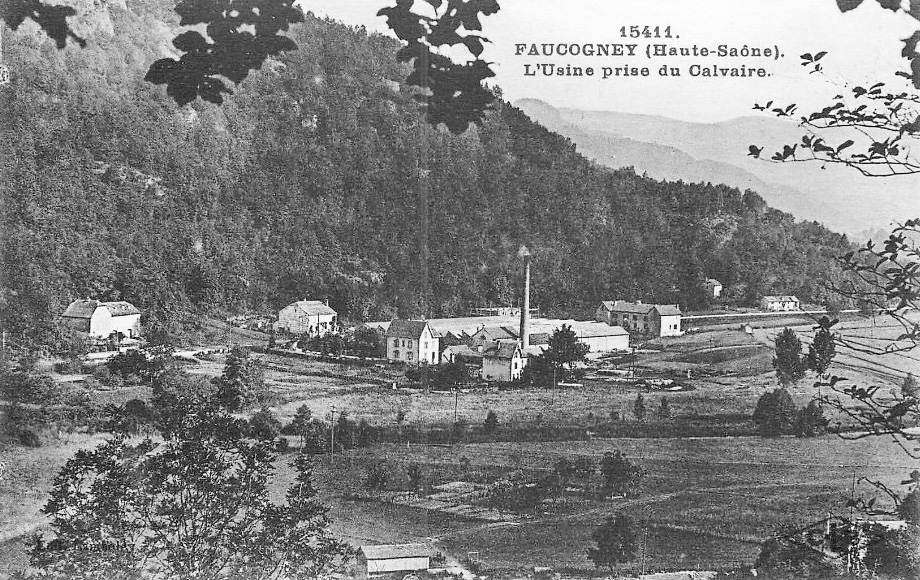
L'usine prise du Calvaire.
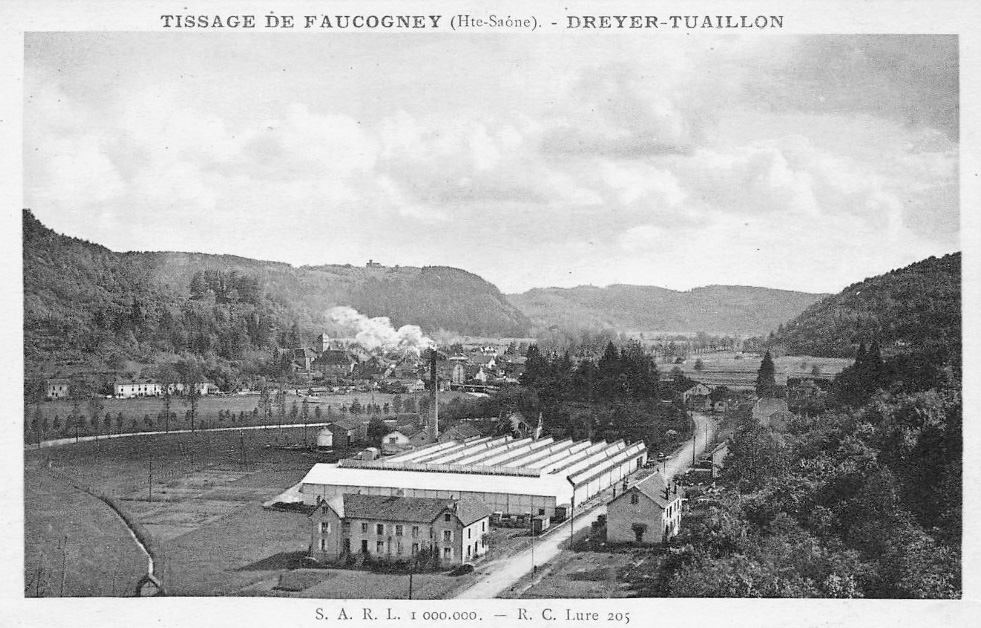
Vue par le travers.
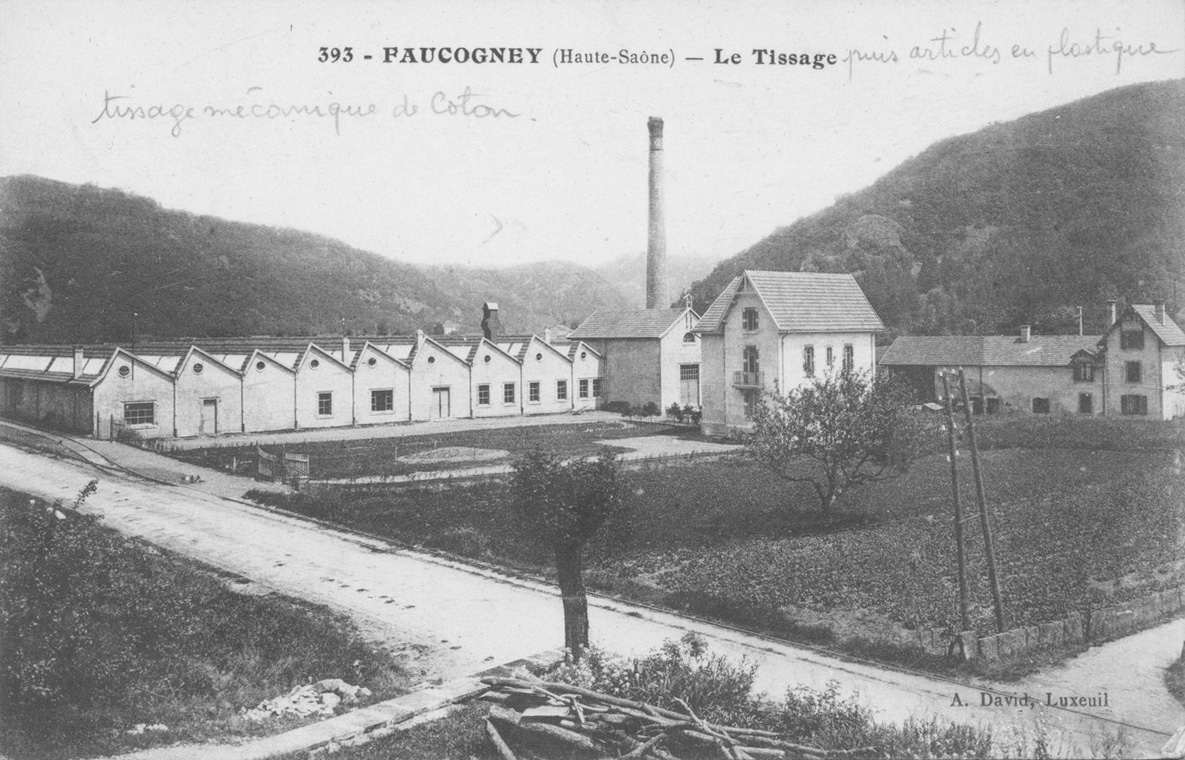
Vue de face.

Le 18 juin 1940, alors que les ondes de la BBC répandaient l'appel du général de Gaulle, une compagnie de chars français du 16e BCC de Besançon stoppa un assaut des Panzers de Guderian aux portes de la ville. 7 chars défendent l’entrée sud du village, pendant qu’une section à l’entrée ouest de La Longine empêche l’arrivée par derrière des chars allemands qui cherchent à déborder la défense française. Les blindés français sont attaqués le 18 au matin et résistent héroïquement toute la journée ainsi que la matinée du 19. Cette attaque coutera la vie à 7 chasseurs (dont un soldat inconnu). Les cendres des soldats seront inhumés au cimetière de Saint-Martin par une habitante de Faucogney dans les jours suivants. Le monument des chars sera édifié après la guerre pour commémorer ce fait d'arme à l'emplacement d'un des chars brulés.

## Politique et administration

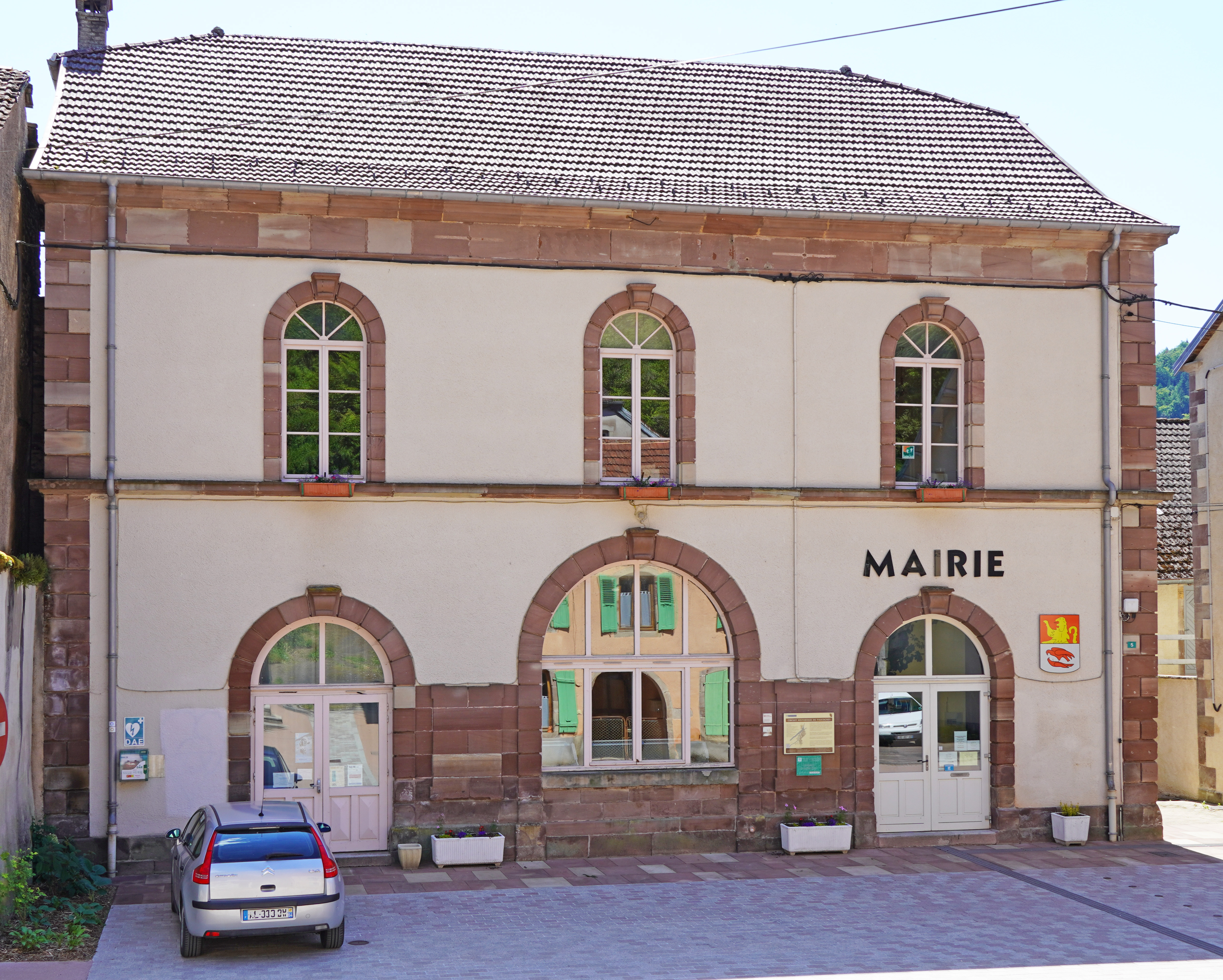
La mairie.

### Rattachements administratifs et électoraux
La commune fait partie de l'arrondissement de Lure du département de la Haute-Saône, en région Bourgogne-Franche-Comté. Pour l'élection des députés, elle dépend de la deuxième circonscription de la Haute-Saône.
La commune était historiquement le chef-lieu du canton de Faucogney-et-la-Mer. Dans le cadre du redécoupage cantonal de 2014 en France, la commune fait désormais partie du canton de Mélisey.

### Intercommunalité
Faucogney-et-La-Mer est rattachée à la communauté de communes des Mille Etangs (CCME) dont le siège est à Mélisey (70 270) depuis 2017. La création de la CCME, dans le cadre de l'application de la loi NOTRe, réunit des communes des Mille Etangs (siège : Faucogney-et-La-Mer) et de la Haute-Vallée de l'Ognon (siège : Mélisey). Le siège est établi à Mélisey mais l'intercommunalité conserve le nom de Mille Etangs.

### Liste des maires
| Période                                  | Période                       | Identité                           | Étiquette             | Qualité |
| ---------------------------------------- | ----------------------------- | ---------------------------------- | --------------------- | --- |
| Les données manquantes sont à compléter. |                               |                                    |                       | |
| 1800                                     | 1808                          | Claude Ignace Vauchot              |                       | Général de brigade |
| 1808                                     | 1810                          | Charles Antonin Lanoir             |                       | Notaire |
| 1810                                     | 1814                          | Claude Rainguey                    |                       | |
| 1814                                     | 1818                          | Francois Xavier Grosjean           | Royaliste             | Propriétaire |
| 1818                                     | 1830                          | Jean Charles Guin                  | Royaliste             | Propriétaire |
| 1830                                     | 1842                          | Francois Guillaume Clerget         | Orléaniste            | Avocat Juge de paix du canton de Faucogney Conseiller général de Faucogney (1833 → 1842) |
| 1842                                     | 1850                          | Gabriel Lanoir                     | Orléaniste            | Notaire |
| 1850                                     | 1878                          | Eugène Lanoir                      | Droite                | Notaire Conseiller général de Faucogney (1848 → 1870 et 1870 → 1881) |
| 1878                                     | 1882                          | Auguste Tuaillon                   | Gauche Républicaine   | Négociant en vins |
| 1882                                     | 1888                          | Victor Déséveaux                   |                       | Meunier |
| 1888                                     | 1890                          | François Jacquey                   |                       | Propriétaire |
| 1890                                     | 1913                          | Gustave Poirey                     | Républicain radical   | Notaire Conseiller général de Faucogney (1897 → 1901)) Décédé en cours de mandat |
| 1914                                     | 1920                          | François "Auguste" Eugène Tuaillon | Alliance démocratique | Négociant, Conseiller général de Faucogney (1907 → 1919) Décédé en cours de mandat (26/01/1920) |
| 1920                                     | 1929                          | Marie "Léon" Baudin                |                       | Pharmacien |
| 1929                                     | 1947                          | Aristide Cardot                    |                       | Maître d'hôtel |
| octobre 1947                             | 1971                          | Georges Gerôme                     | Radical               | Instituteur, directeur d'école, Conseiller général de Faucogney (1955 → 1961) |
| mars 1971                                | 1983                          | Robert Job                         |                       | Commerçant |
| mars 1983                                | 2001                          | Robert Girard                      |                       | Principal de collège |
| mars 2001                                | février 2025                  | Laurent Seguin                     | PS                    | Technicien forestier à l'ONF Conseiller général de Faucogney (2004 → 2015) Conseiller départemental de Mélisey (2015 → ) Président de la CC des mille étangs (2003 → 2017) Président du Parc naturel régional des Ballons des Vosges (2014 → ) Vice-président du Pays des Vosges Saônoises[Quand ?] Président du Conseil départemental de la Haute-Saône (2025 → ). Démissionnaire |
| février 2025                             | En cours (au 12 février 2025) | Catherine Vuillemard.              |                       | Aide-soignante à la retraite |

### Budget et fiscalité
En 2014, le budget de la commune était constitué ainsi :
- total des produits de fonctionnement : 521 000 €, soit 868 € par habitant ;
- total des charges de fonctionnement : 376 000 €, soit 626 € par habitant ;
- total des ressources d’investissement : 606 000 €, soit 1 009 € par habitant ;
- total des emplois d’investissement : 549 000 €, soit 913 € par habitant.
- endettement : 486 000 €, soit 808 € par habitant.

avec les taux de fiscalité suivants :
- taxe d’habitation : 15,35 % ;
- taxe foncière sur les propriétés bâties : 11,42 % ;
- taxe foncière sur les propriétés non bâties : 32,59 % ;
- taxe additionnelle à la taxe foncière sur les propriétés non bâties : 58,19 % ;
- cotisation foncière des entreprises : 15,99 %[29].

## Démographie
En 2022, la commune de Faucogney-et-la-Mer comptait 446 habitants. À partir du XXIe siècle, les recensements réels des communes de moins de 10 000 habitants ont lieu tous les cinq ans. Les autres « recensements » sont des estimations.
| 1793 | 1800 | 1806  | 1821  | 1831  | 1836  | 1841  | 1846  | 1851  |
| ---- | ---- | ----- | ----- | ----- | ----- | ----- | ----- | ----- |
| 917  | 983  | 1 261 | 1 202 | 1 510 | 1 581 | 1 542 | 1 534 | 1 360 |

| 1856  | 1861  | 1866  | 1872  | 1876  | 1881  | 1886  | 1891  | 1896  |
| ----- | ----- | ----- | ----- | ----- | ----- | ----- | ----- | ----- |
| 1 276 | 1 256 | 1 353 | 1 272 | 1 241 | 1 221 | 1 200 | 1 097 | 1 014 |

| 1901 | 1906 | 1911 | 1921 | 1926 | 1931 | 1936 | 1946 | 1954 |
| ---- | ---- | ---- | ---- | ---- | ---- | ---- | ---- | ---- |
| 940  | 978  | 957  | 922  | 963  | 909  | 903  | 806  | 865  |

| 1962 | 1968 | 1975 | 1982 | 1990 | 1999 | 2004 | 2006 | 2009 |
| ---- | ---- | ---- | ---- | ---- | ---- | ---- | ---- | ---- |
| 799  | 782  | 786  | 750  | 686  | 623  | 607  | 615  | 588  |

| 2014 | 2019 | 2022 | - | - | - | - | - | - |
| ---- | ---- | ---- | - | - | - | - | - | - |
| 561  | 477  | 446  | - | - | - | - | - | - |

### Services et équipements publics

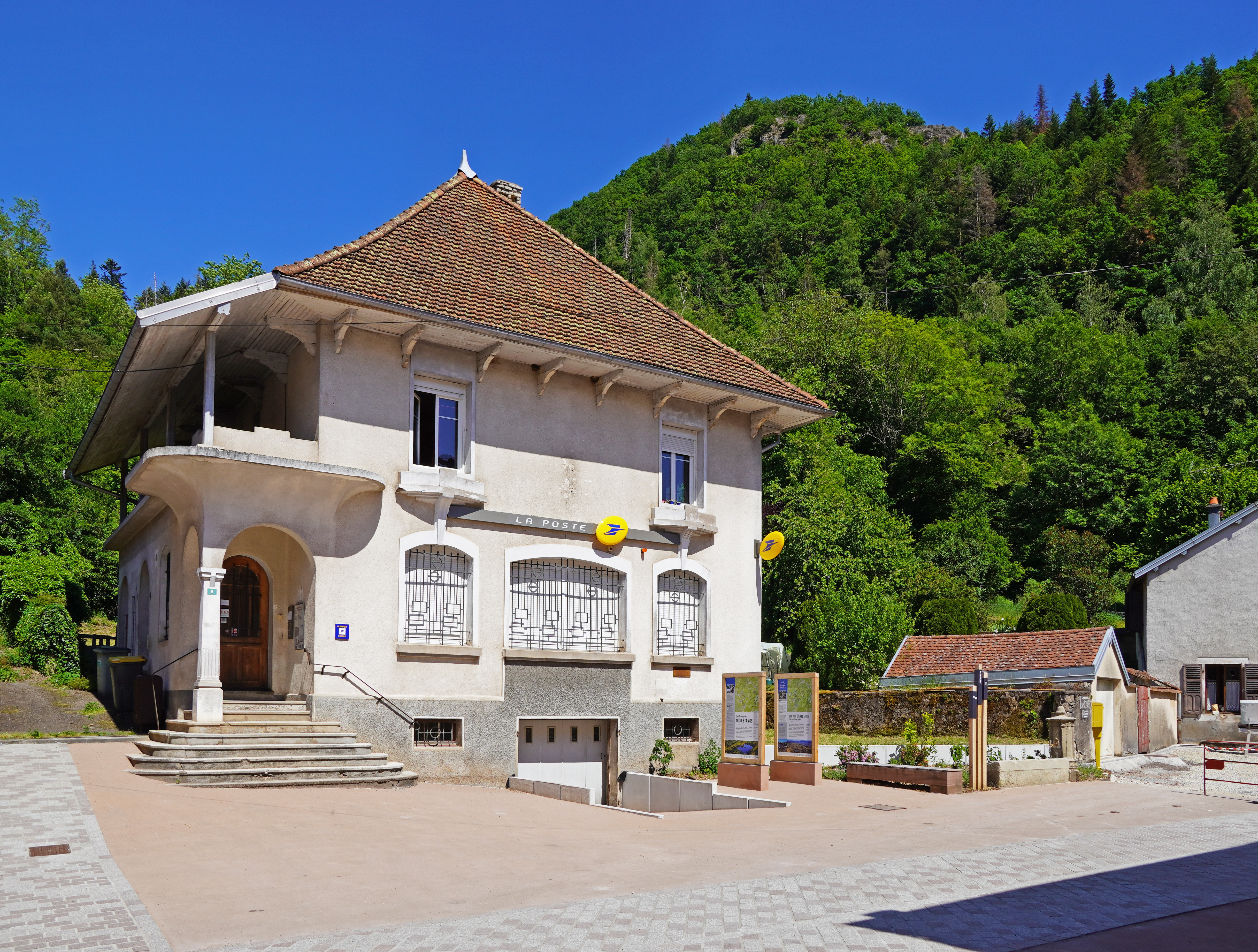
Le bureau de poste.
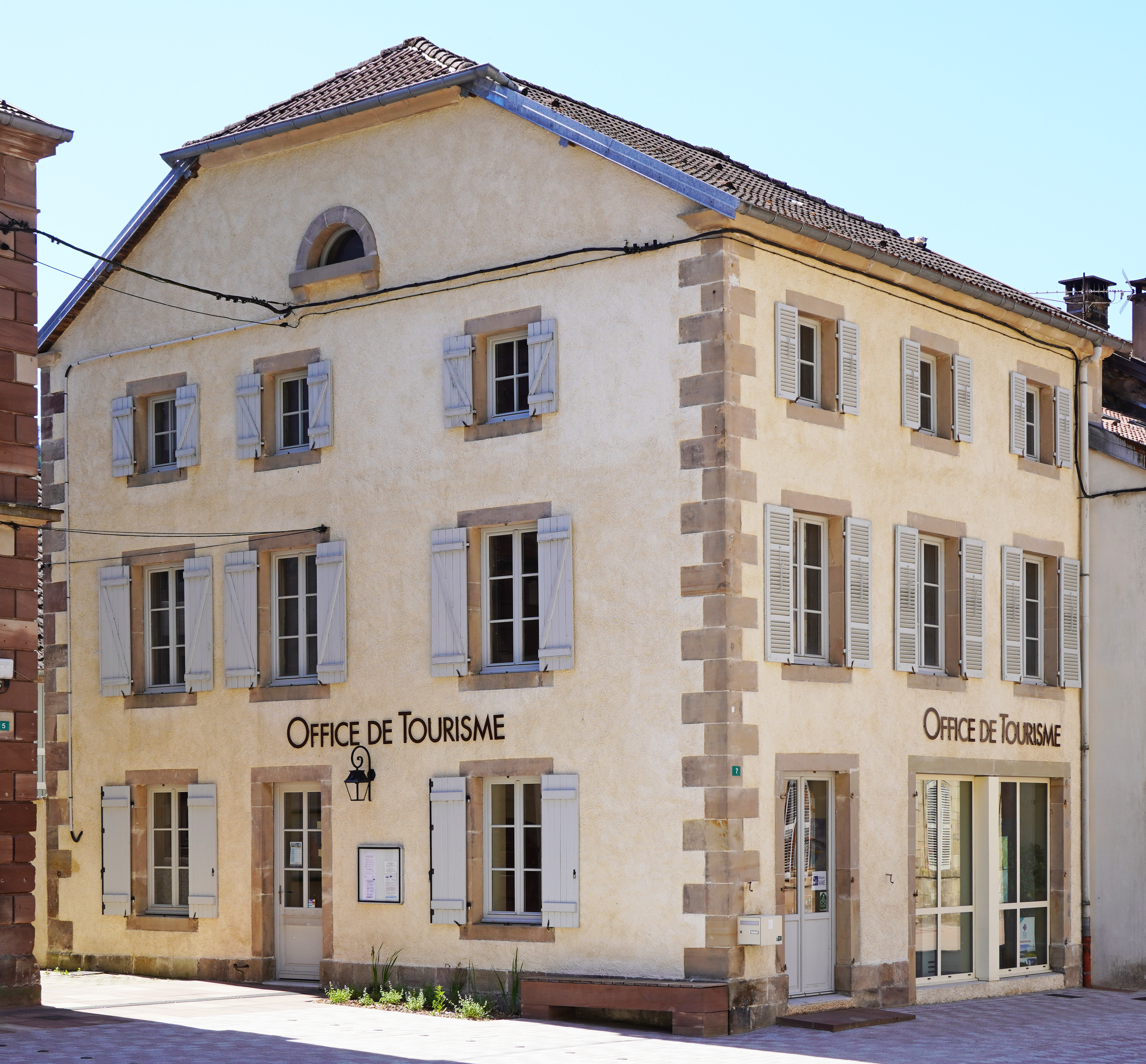
L'office de tourisme.

## Économie
Un entrepôt SEB de 15 000 m2 a été ouvert en 1994 sur la commune pour y stocker et y distribuer jusqu'à 5 millions de pièces détachées de plusieurs marques d'appareils électroménagers afin de lutter contre l'obsolescence programmée des appareils en permettant de mieux les réparer, ce qui contribue à la réduction des déchets et à la politique et communication du Groupe SEB en termes de réparabilité.

## Culture locale et patrimoine

### Lieux et monuments
Faucogney-et-la-Mer est labellisée Cité de Caractère de Bourgogne-Franche-Comté.

#### Église Saint-Martin
L'église Saint-Martin actuelle, qui surplombe le village, date du XIVe siècle (l'église originelle remonte au Ve siècle, et est la plus ancienne de toute la Franche-Comté). Elle est entourée d'un cimetière aux nombreuses tombes centenaires.

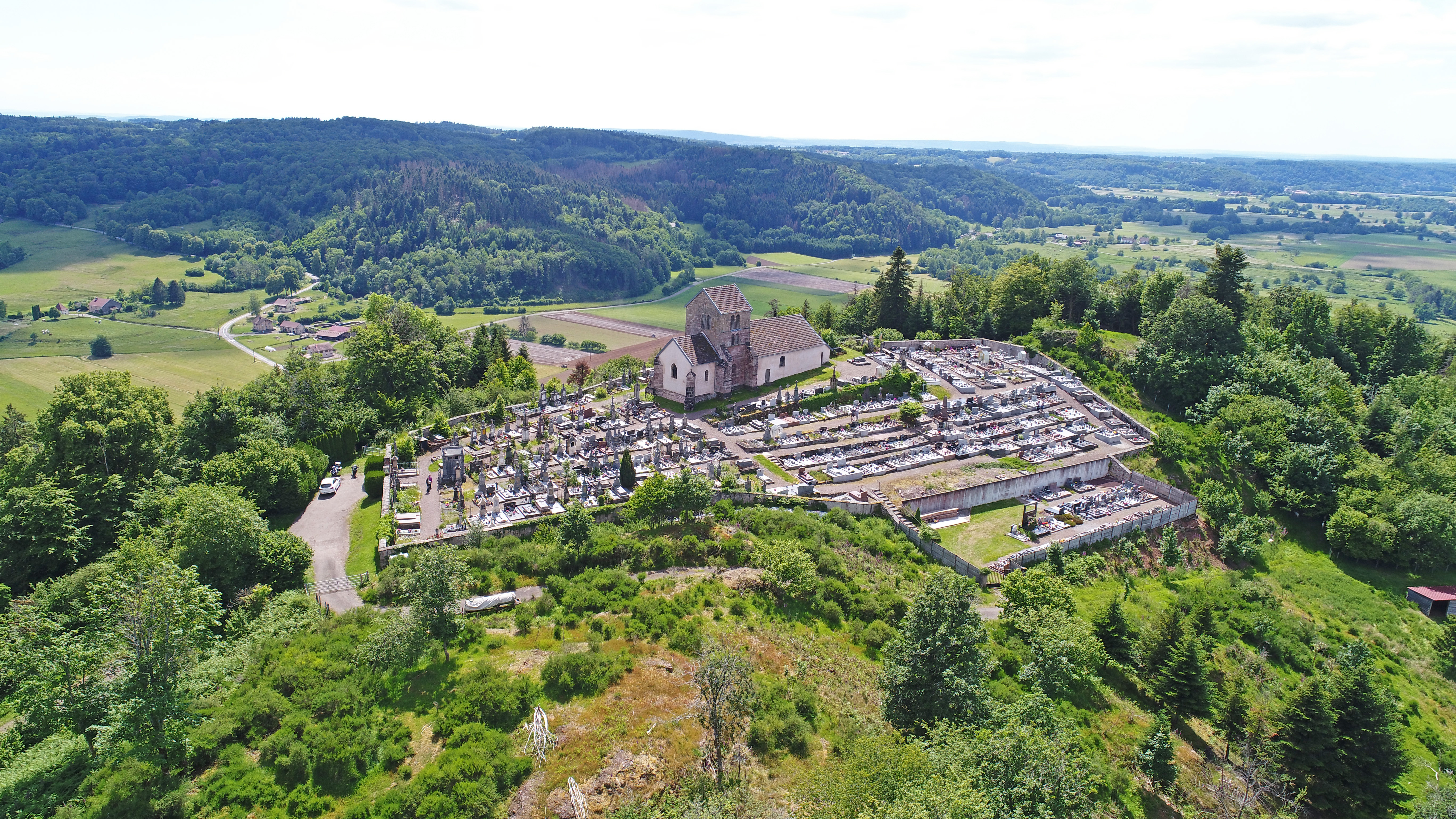
Vue aérienne.
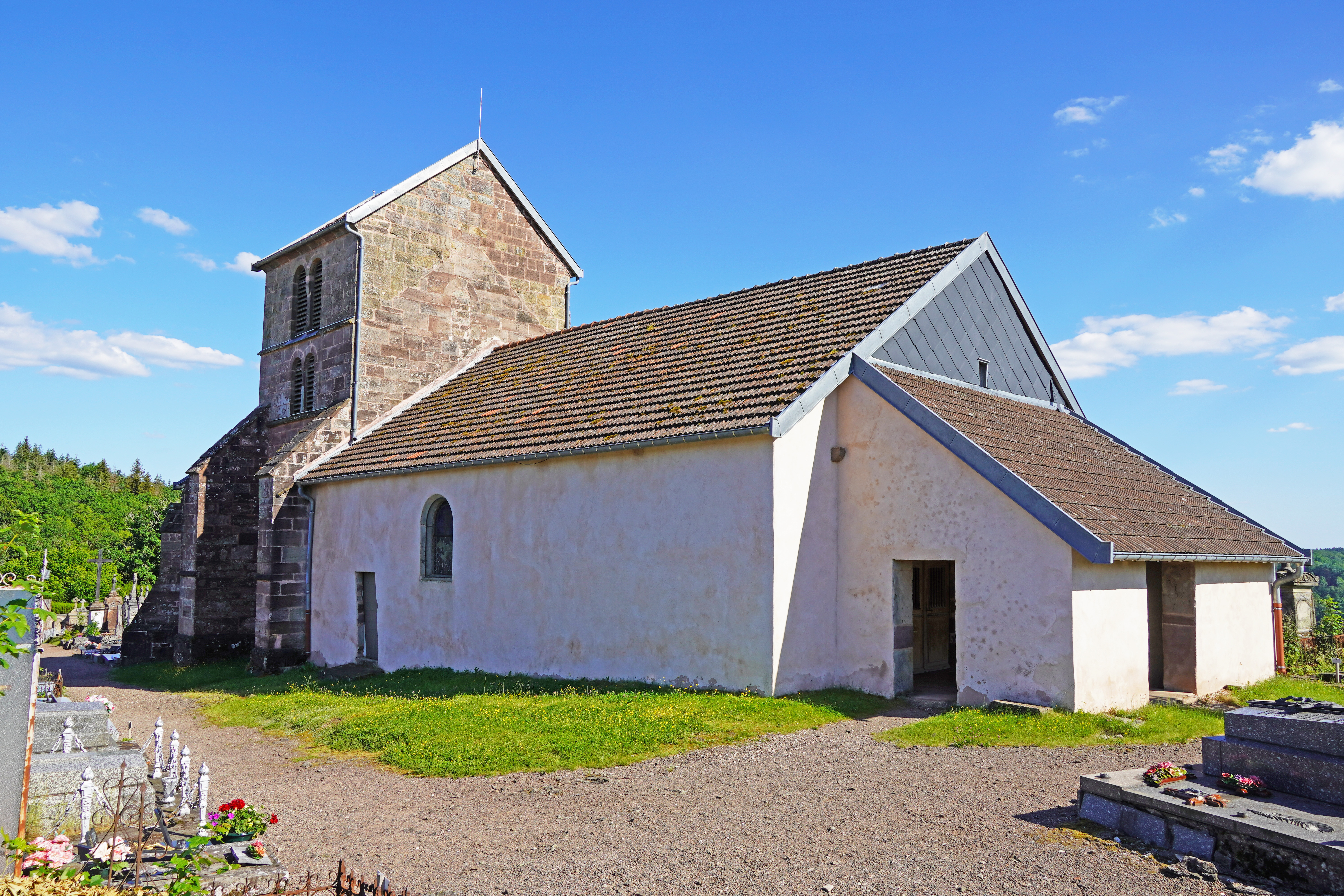
Vue arrière.
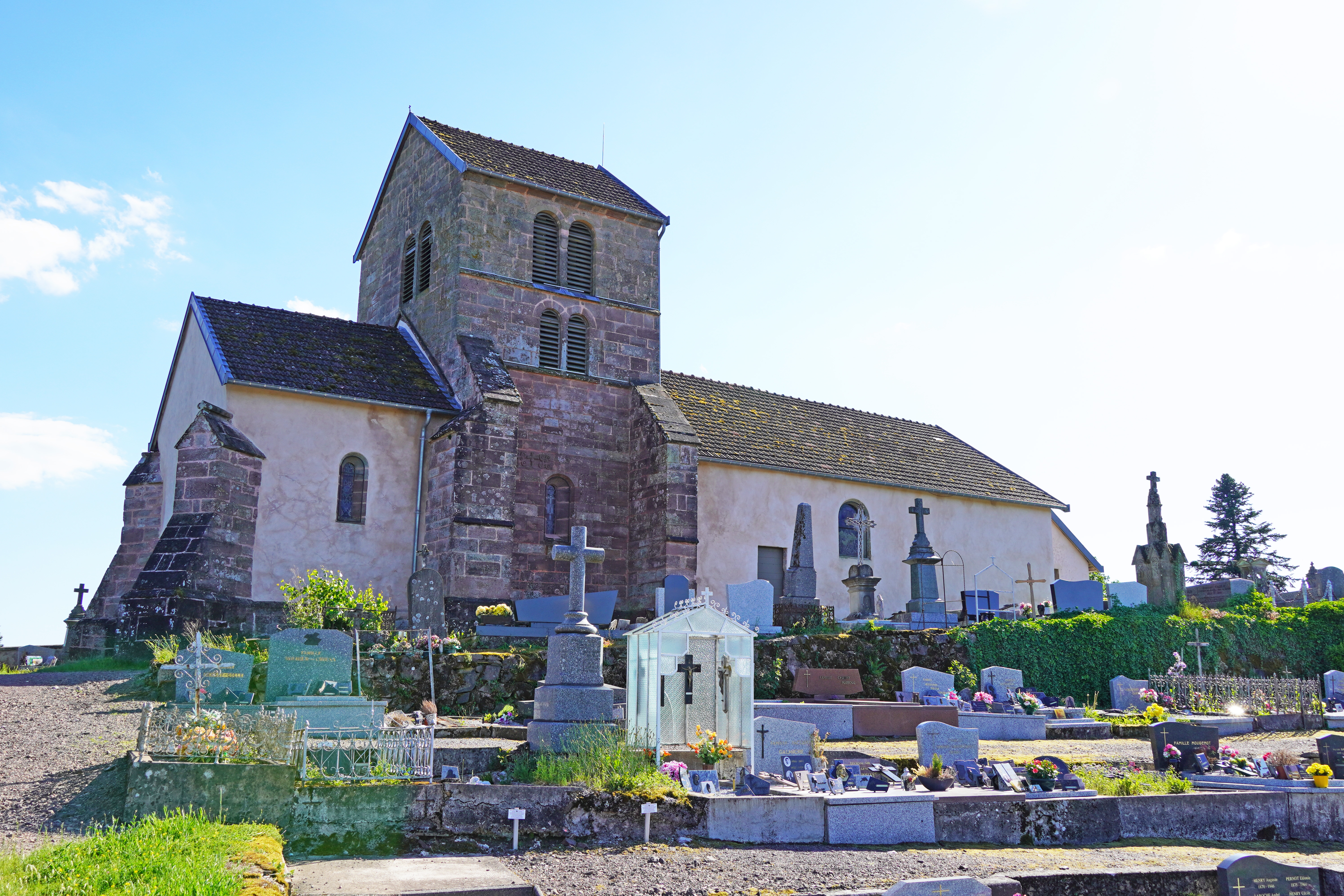
Vue latérale.
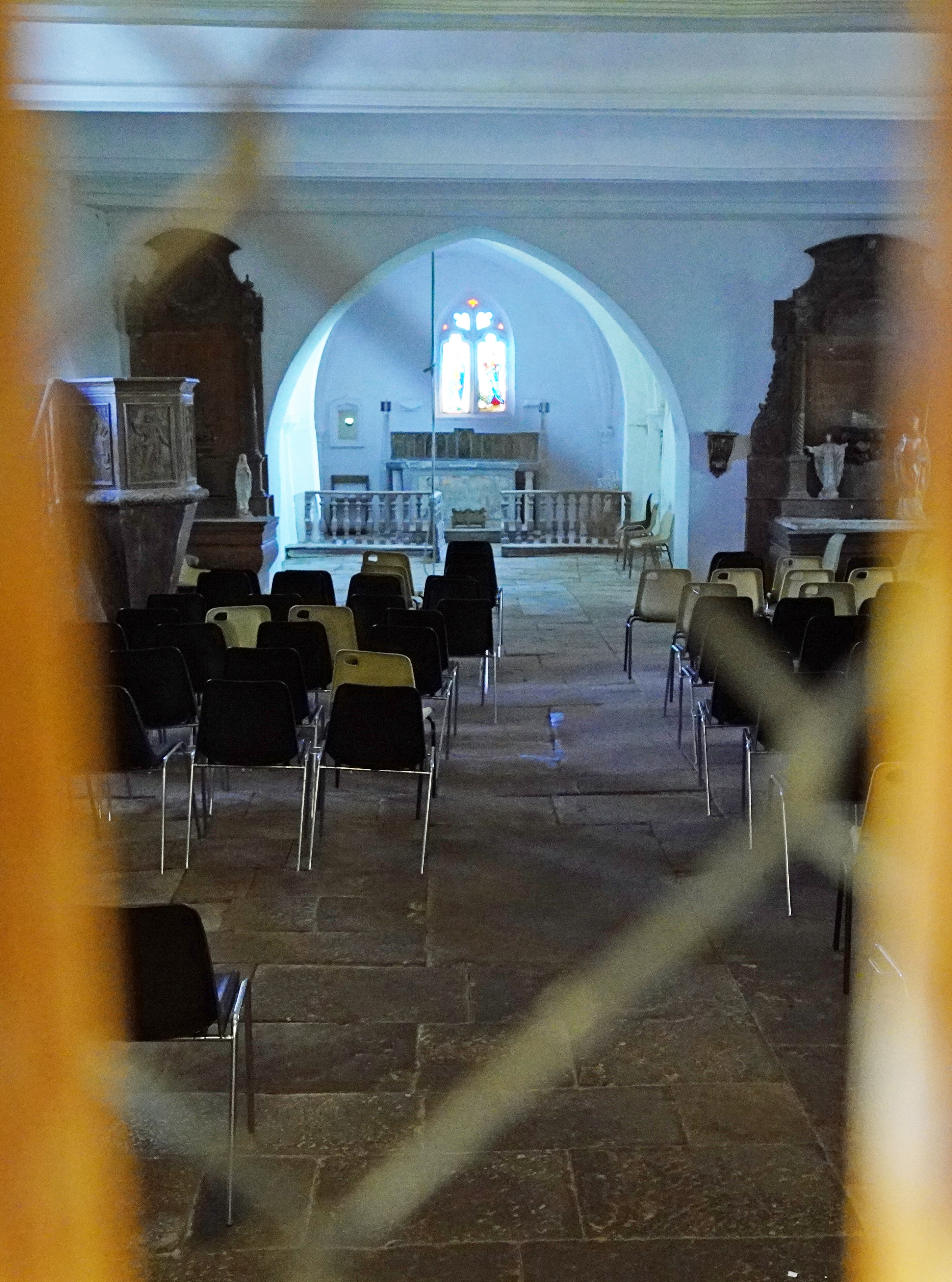
Vue intérieure.

#### Église Saint-Georges

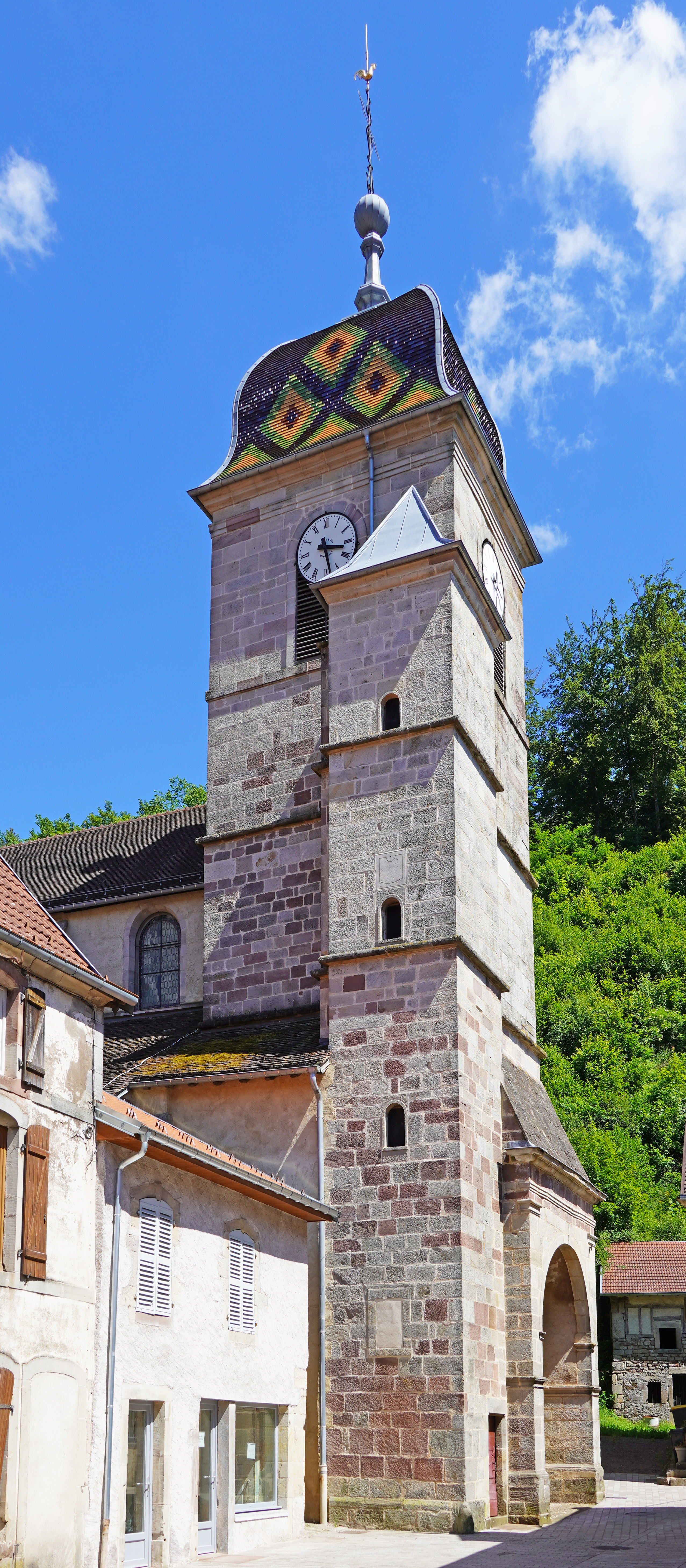
Le clocher de l'église Saint-Georges.

L'église Saint-Georges, au centre du village, reconstruite au XVIIIe siècle, possède un clocher du XVe siècle, ainsi que des orgues classées monument historique, construites par Joseph Rabiny en 1787 pour l'église Sainte-Madeleine de Sainte-Marie-aux-Mines en Alsace. Elles furent rachetées par le curé de Faucogney en 1851, et démontées et remontées par Claude-Ignace Callinet en 1859.
- La Route des Mille Étangs, qui chemine sur 60 km au milieu du Plateau des Mille Étangs, passe à Faucogney.

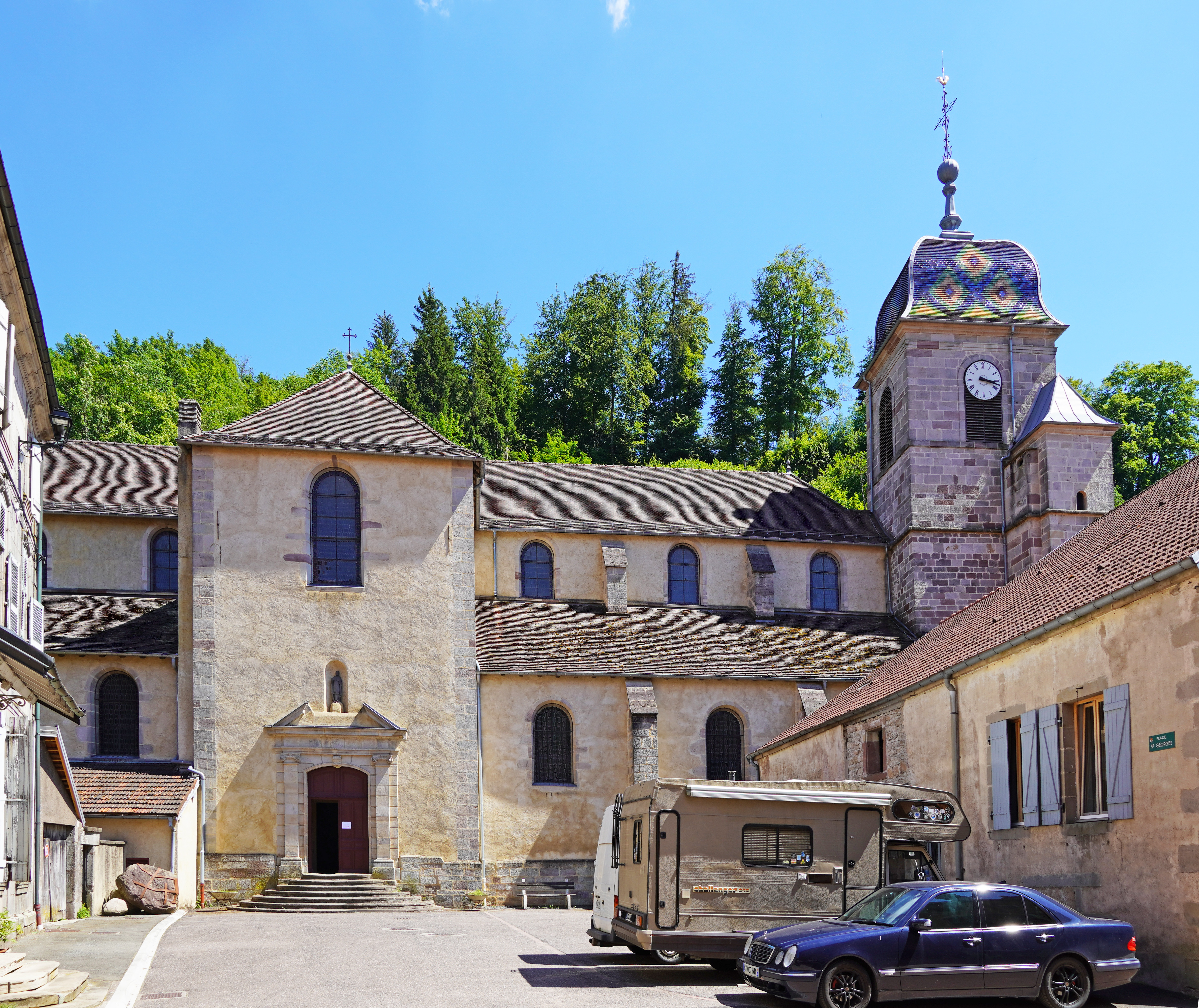
Vue latérale.
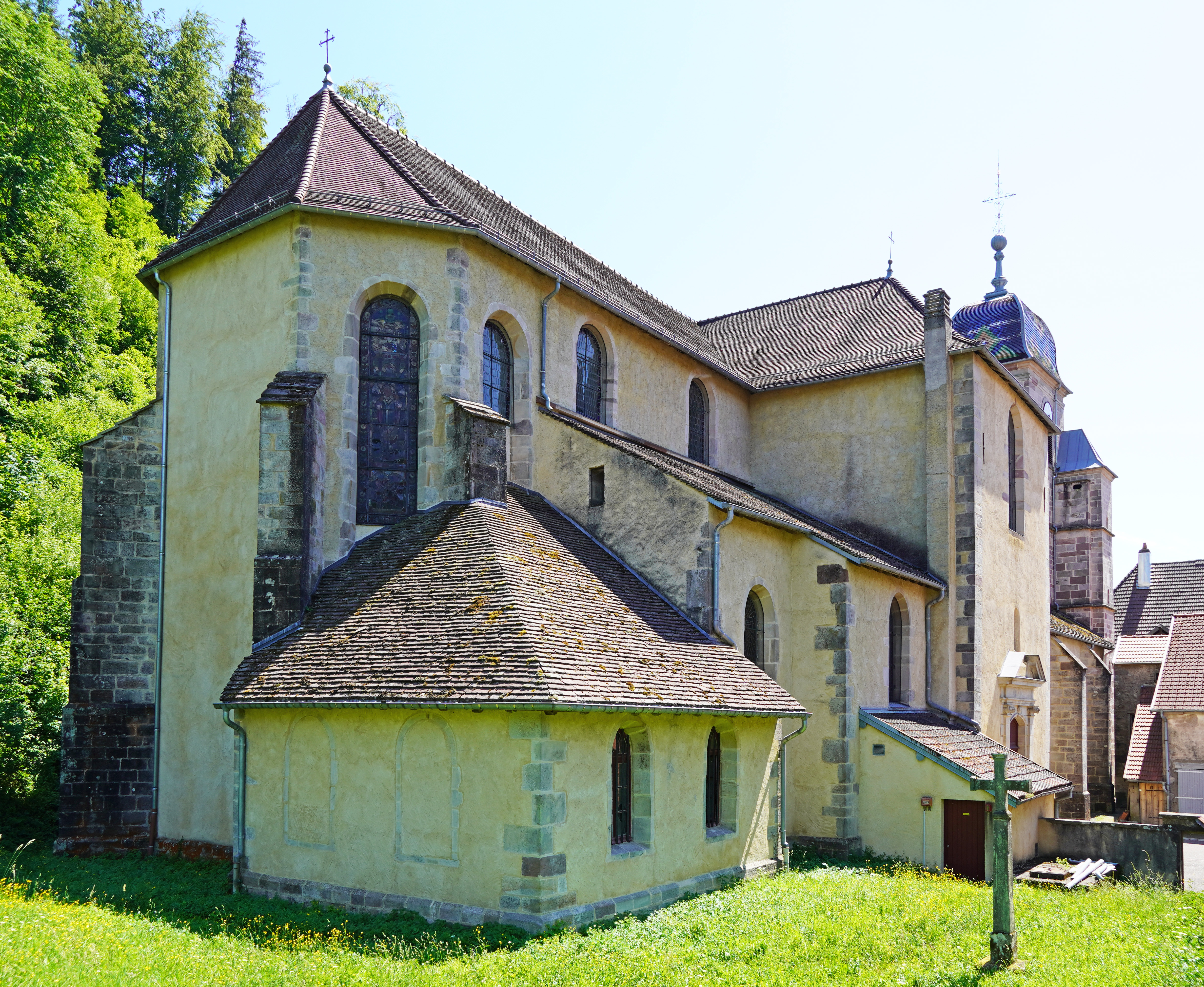
Vue arrière.
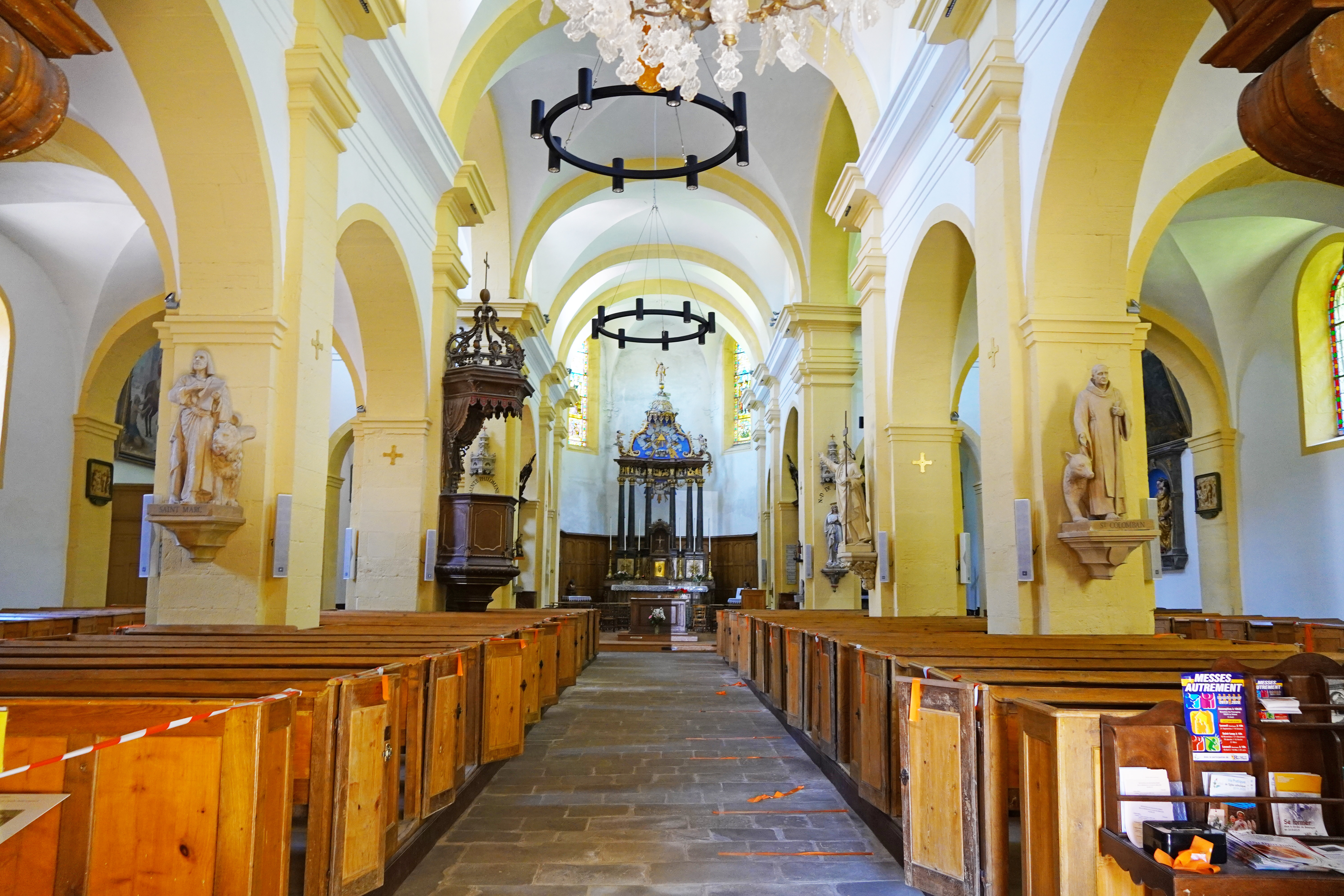
L’intérieur.

#### Autres monuments
- Ancienne tour du XIe siècle, vestiges de l’enceinte.
- La fontaine de Faucogney-et-la-Mer fut réalisée sur les plans de Jean Gruyer, architecte de Vesoul. Elle se trouve dans le bourg du village.
- La Croix des morts de Faucogney-et-la-Mer.
- La chapelle Dieu de Pitiè.
- Le monument des chars et le monument aux morts.

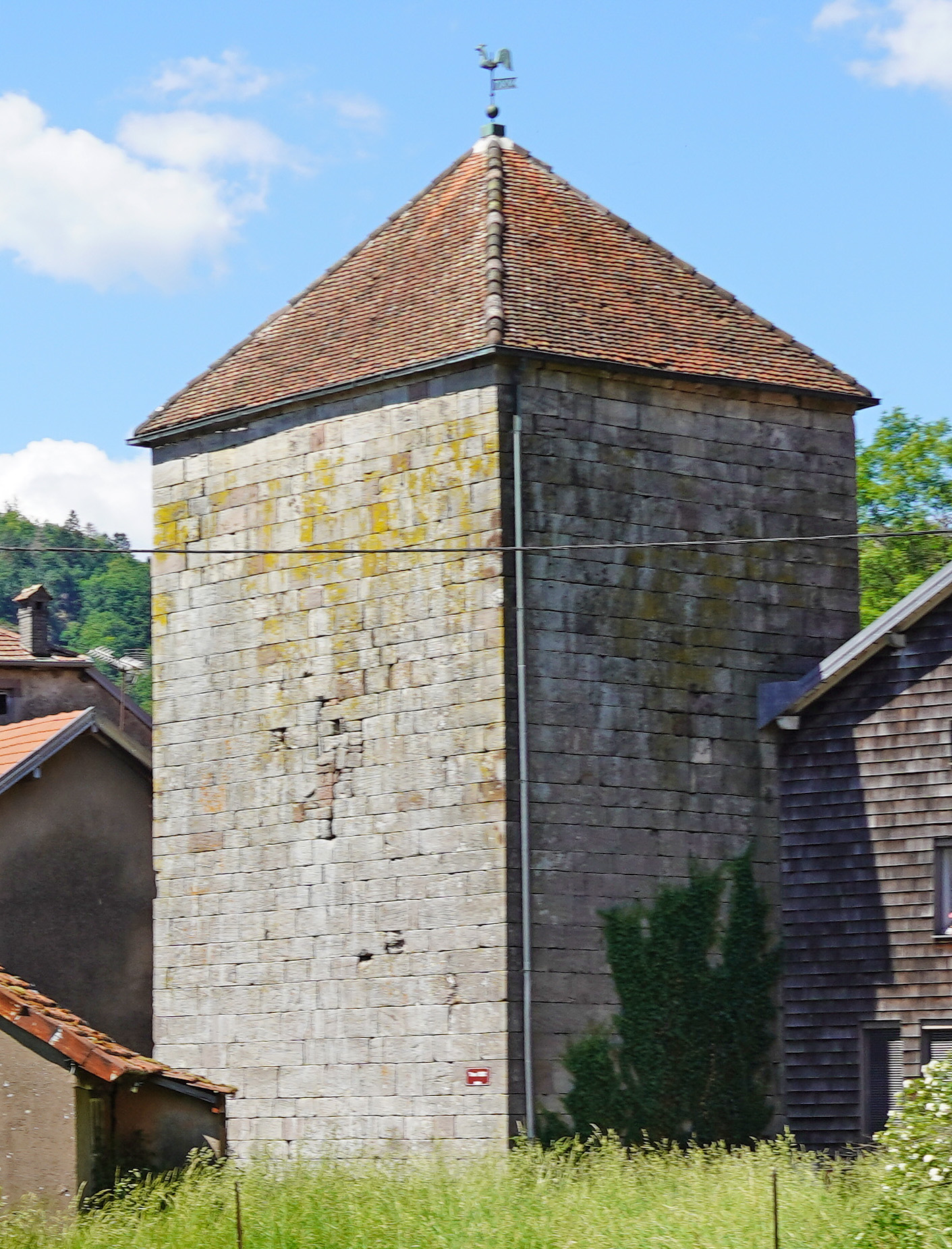
La tour.
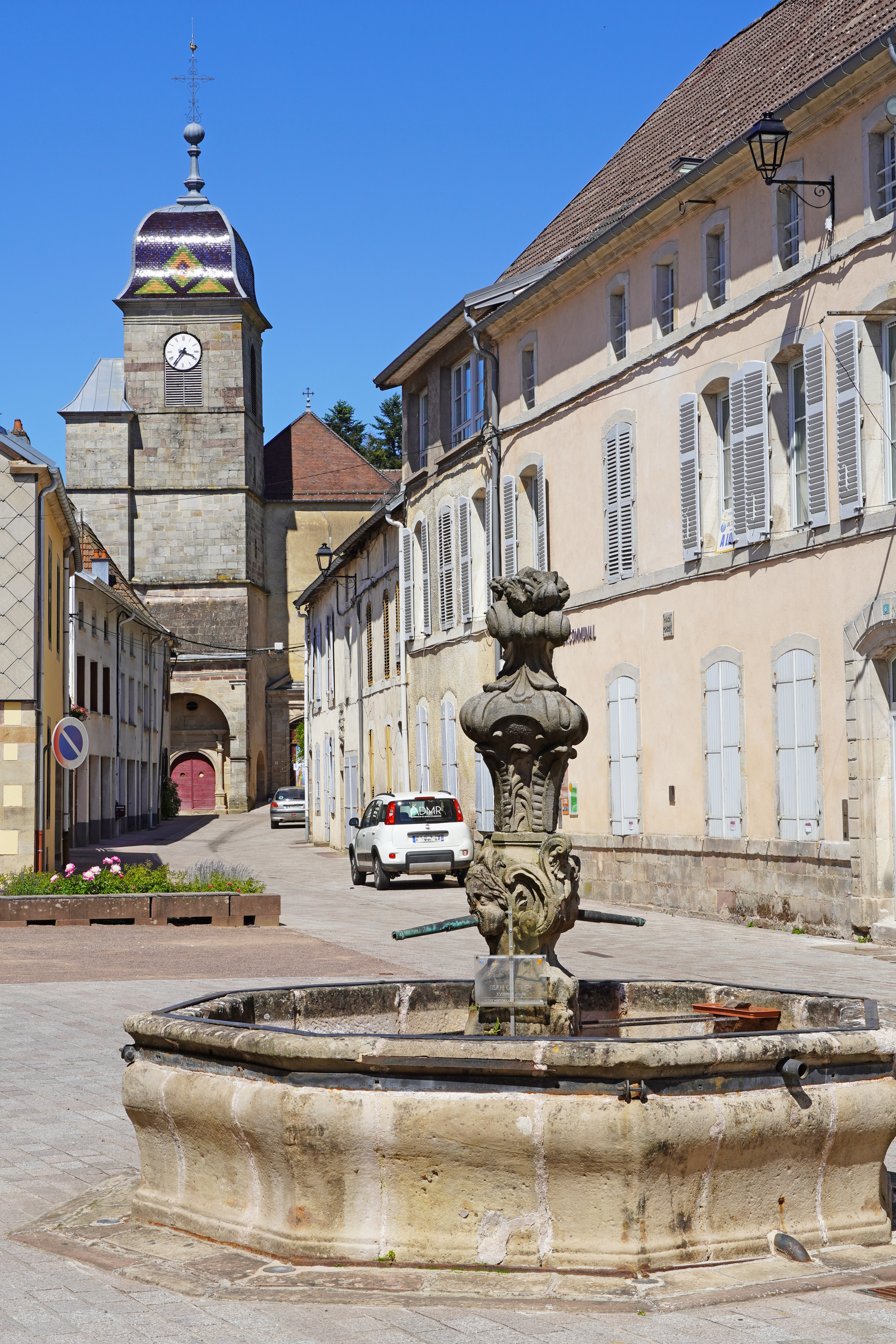
La fontaine.
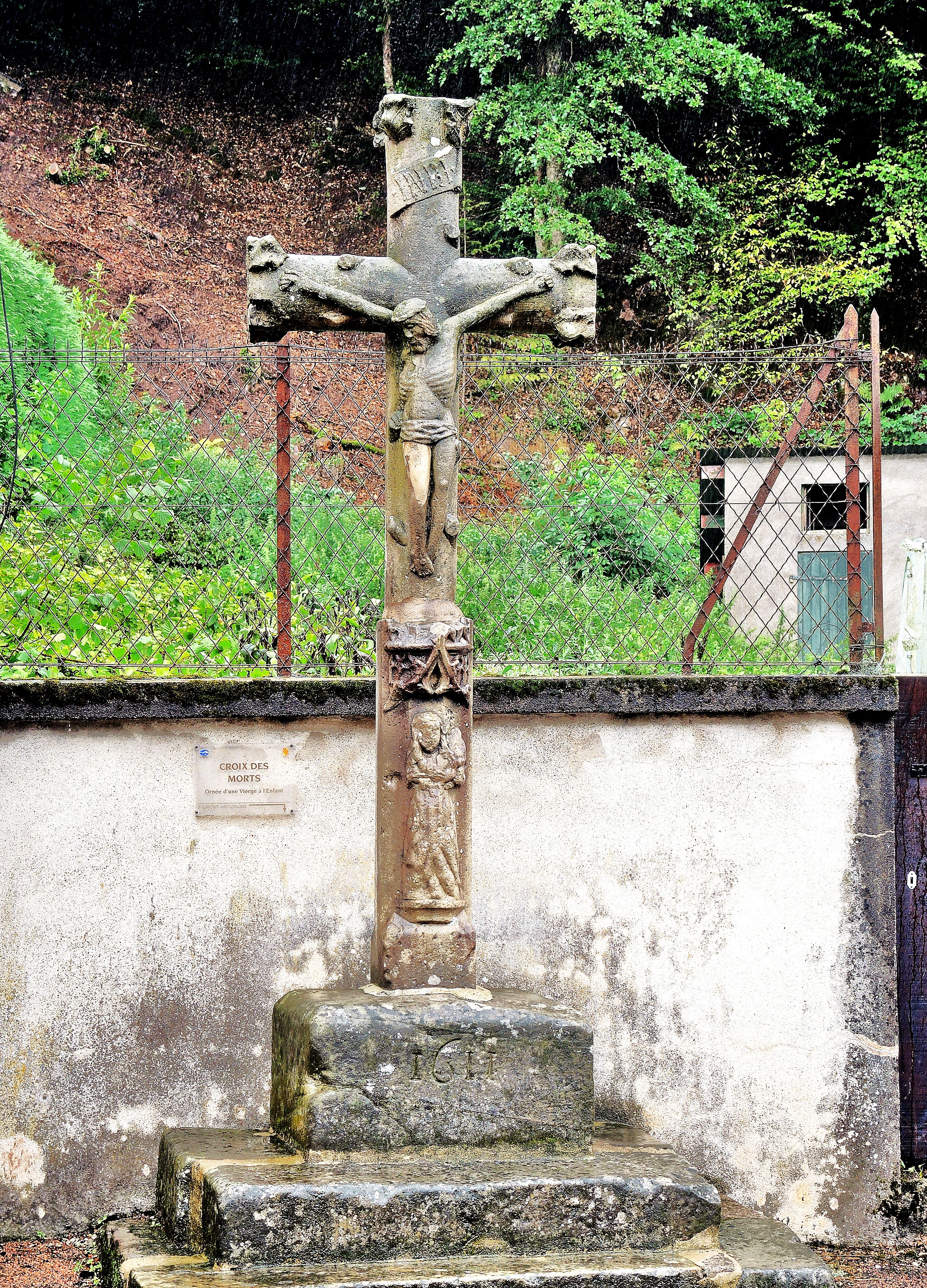
Croix des morts.
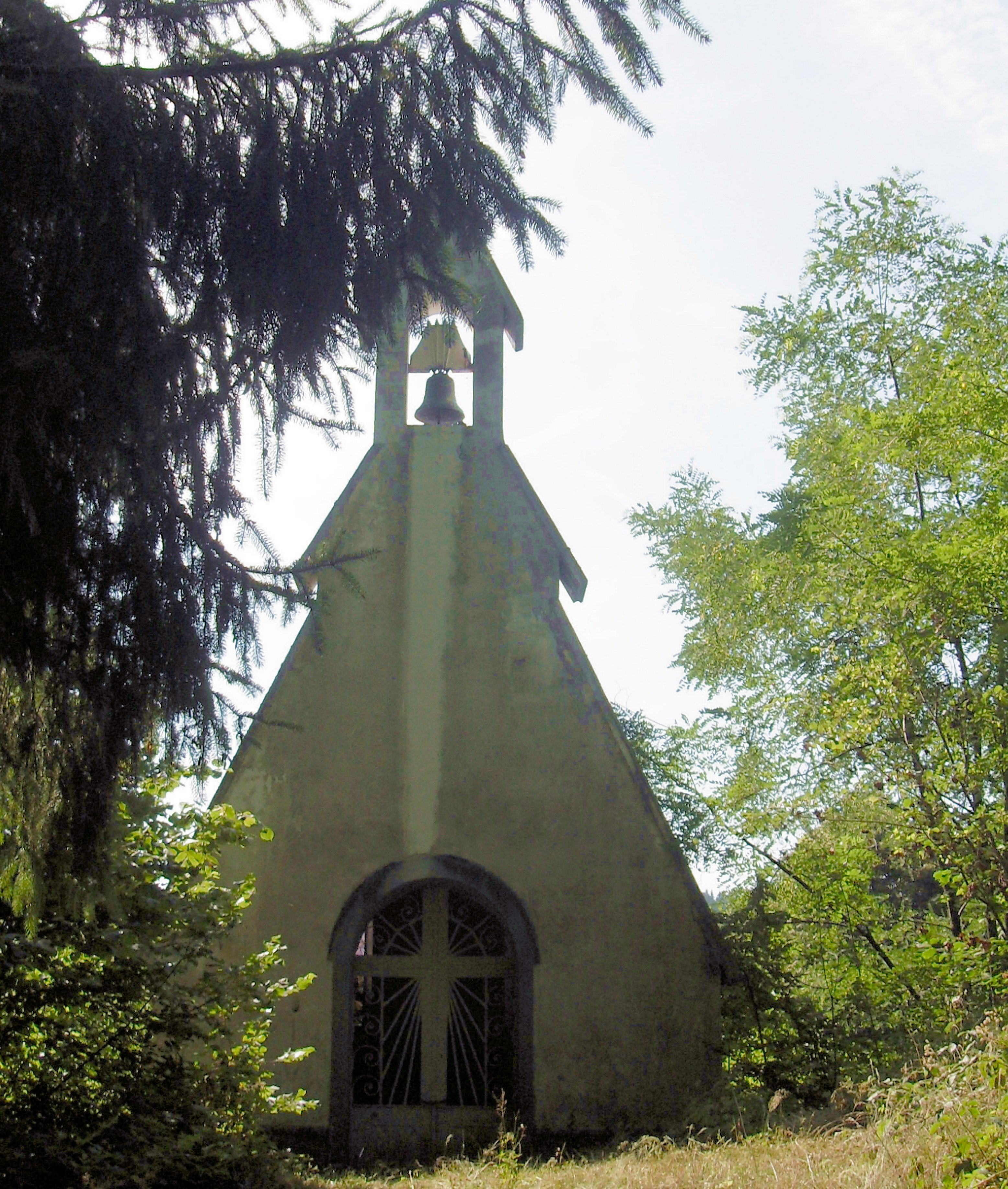
Chapelle Dieu de Pitiè.
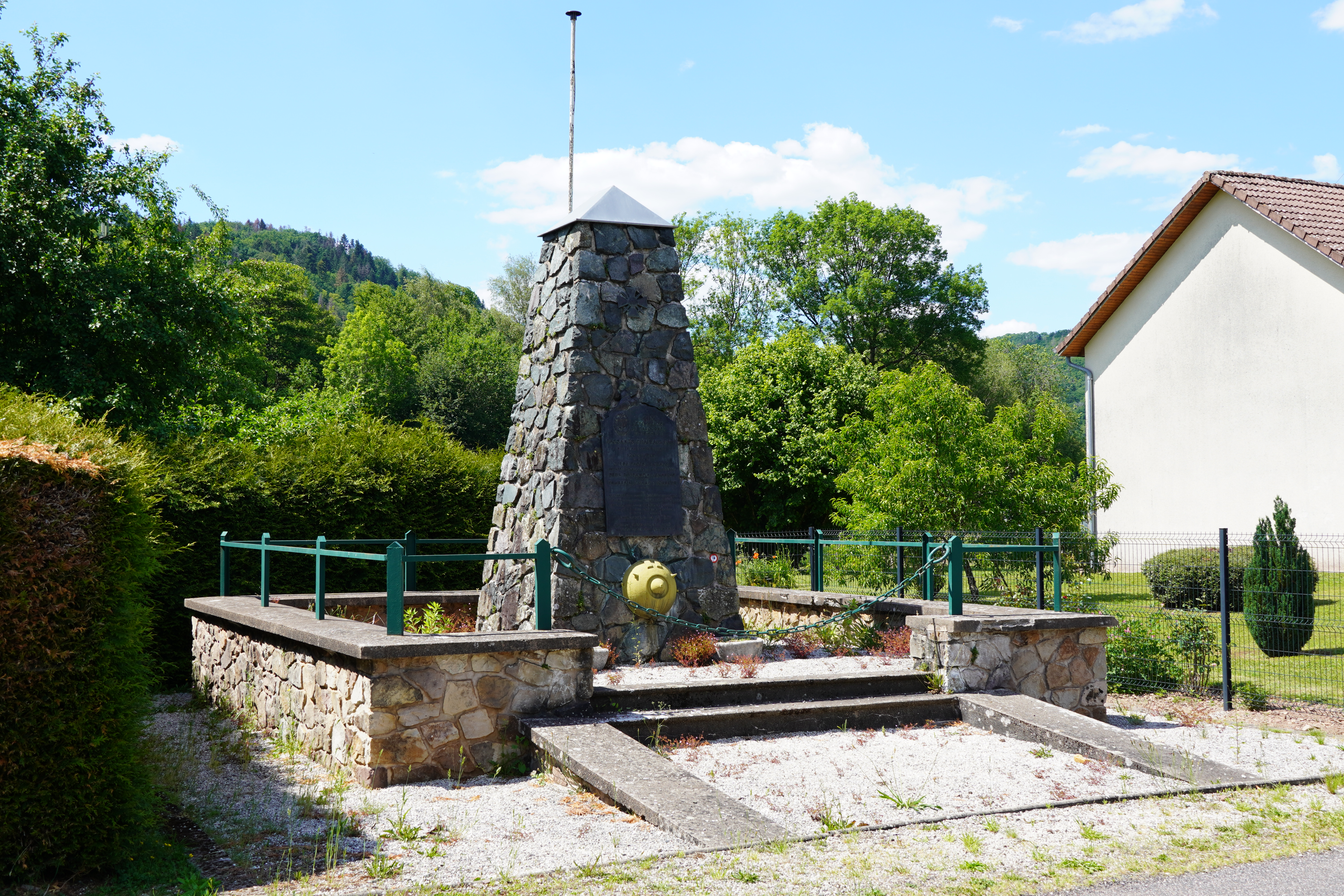
Monument des chars.
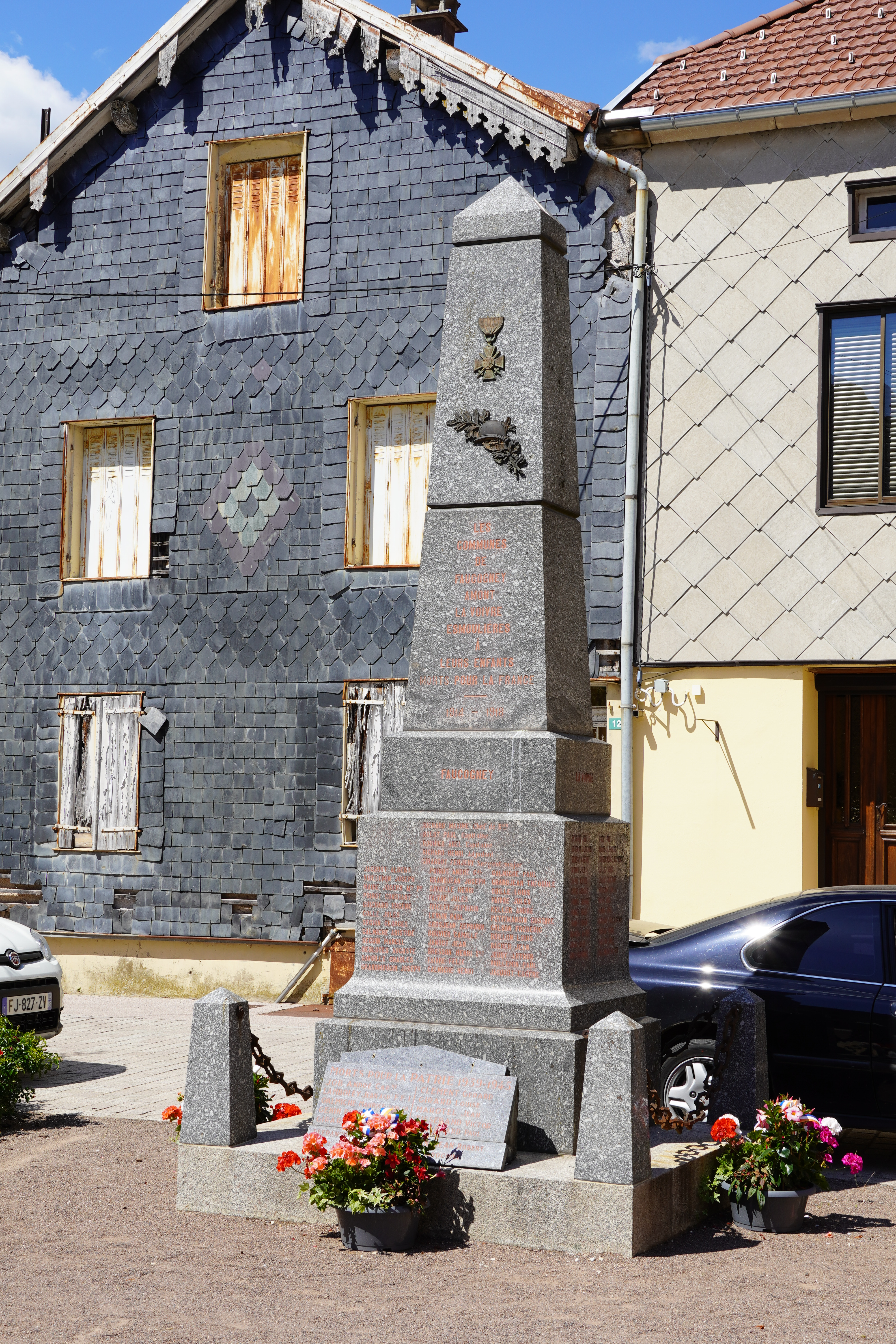
Monument aux morts.

### Culture
- Festival annuel « Musique et mémoire » (musique baroque) depuis 1994.
- Fête historique annuelle le 15 août depuis 2012 (700 ans d'Isabelle de France en 2012), fête médiévale en 2013, fête de la résistance à Louis XIV en 2014, millénaire de la Tour MXV en 2015), organisée par l'association Faucogney Cité Historique.
- Foire des Bio'Jours, organisée le deuxième week-end de septembre par l'association Terres (20e édition fêtée en 2023)
- Marché des producteurs locaux, tous les jeudis de l'année dans la rue principale.

### Personnalités liées à la commune
- Claude de Mâcon d'Esboz, militaire, défenseur de Faucogney lors de son siège de 1674
- Jean-Jacques Beucler, conseiller général du canton de Faucogney-et-la-Mer, député, secrétaire d'État.
- Jacques Doillon, réalisateur, producteur et scénariste français, également monteur et acteur.
- François Dominique Barbe Berthélemy des Radrais, né à Faucogney

### Héraldique
| Blason de Faucogney-et-la-Mer | Blason  | Coupé : au 1er de gueules au lion issant d'or, au 2d d'argent au faucon de gueules empiétant entre ses serres une perdrix renversée du même. |
| Blason de Faucogney-et-la-Mer | Détails | Armes parlantes. Armoiries octroyées selon un décret royal du 8 novembre 1819.                                                               |